# Мунаката
Мунаката (яп. 宗像市 Мунаката-си) — город в Японии, находящийся в префектуре Фукуока. Площадь города составляет 119,66 км², население — 96 626 человек (1 августа 2014), плотность населения — 807,50 чел./км².

## Географическое положение
Город расположен на острове Кюсю в префектуре Фукуока региона Кюсю. С ним граничат города Фукуцу, Миявака и посёлки Курате, Окагаки, Онга.

## Население
Население города составляет 96 626 человек (1 августа 2014), а плотность — 807,50 чел./км². Изменение численности населения с 1980 по 2005 годы:
| 1980 | 66 985 чел. |  |
| 1985 | 71 389 чел. |  |
| 1990 | 78 197 чел. |  |
| 1995 | 86 938 чел. |  |
| 2000 | 92 056 чел. |  |
| 2005 | 94 148 чел. |  |

## Символика
Деревом города считается камфорное дерево, цветком — Lilium speciosum, птицей — пестролицый буревестник.